# Піанс
Піанс (нім. Pians) — громада округу Ландек у землі Тіроль, Австрія.
Піанс лежить на висоті 856 м над рівнем моря і займає площу 2,9 км². Громада налічує 800 мешканців.
Густота населення 276/км².
|                                |
| Піанс на мапі округу та землі. |

 Адреса управління громади: Hnr. 47, 6551 Pians.